# Pimelodus clarias
Pimelodus clarias és una espècie de peix de la família dels pimelòdids i de l'ordre dels siluriformes. Es distribueix des del Senegal fins a Etiòpia i al llarg de tot el curs del Nil (on és rar al Baix Egipte). Per estats, es troba a Burkina Faso, Camerun, el Txad, Egipte, Etiòpia, Gàmbia, Ghana, Mali, Níger, Nigèria, Senegal, el Sudan del Sud i Sudan. S'alimenta de larves de quironòmids, restes vegetals i tot allò que puguin aprofitar del fang.